# Michael Lonsdale
Michael Lonsdale  (Paris, 24 de maio de 1931 – 21 de setembro de 2020) foi um ator francês.

## Carreira
Bilíngue, fluente em inglês, trabalhou em produções de seu país por mais de quarenta anos, com um total de cerca de 140 filmes na carreira, com diretores como Alain Resnais, François Truffaut e Luis Buñuel, foi também solicitado para atuar em produções internacionais, sendo mais conhecido por seus papéis do detetive Label em O Dia do Chacal (1973), Hugo Drax em 007 contra o Foguete da Morte (1979), o Abade de O Nome da Rosa (1986) e em Munique, de Steven Spielberg, como Papa, chefe de um clã de espiões e assassinos.
Em seus anos de teatro, seu círculo de amigos incluía Marguerite Duras, Eugene Ionesco e Samuel Beckett, de quem interpretou obras nos palcos parisienses nos anos 60.
Lonsdale também trabalhou com o diretor português Ruy Guerra, em Eréndira (1983), filme baseado num conto de Gabriel García Márquez.
Morreu em 21 de setembro de 2020, aos 89 anos.

## Trabalho

### Filmes
| Ano  | Título                                          |
| ---- | ----------------------------------------------- |
| 1956 | It Happened in Aden                             |
| 1960 | La main chaude                                  |
| 1960 | Les portes claquent                             |
| 1962 | Adorable Liar                                   |
| 1962 | Le Crime ne paie pas                            |
| 1962 | La dénonciation                                 |
| 1962 | Snobs!                                          |
| 1962 | The Trial                                       |
| 1964 | Behold a Pale Horse                             |
| 1964 | Jealous as a Tiger                              |
| 1965 | Les copains                                     |
| 1965 | Je vous salue, mafia!                           |
| 1966 | Your Money or Your Life                         |
| 1966 | Is Paris Burning?                               |
| 1966 | Judoka-Secret Agent                             |
| 1966 | Le fer à repasser                               |
| 1967 | Les compagnons de la marguerite                 |
| 1967 | L'authentique procès de Carl-Emmanuel Jung      |
| 1968 | L'homme à la Buick                              |
| 1968 | The Bride Wore Black                            |
| 1968 | Stolen Kisses                                   |
| 1968 | La grande lessive!                              |
| 1969 | Hibernatus                                      |
| 1969 | Détruire, dit-elle                              |
| 1969 | L'hiver                                         |
| 1970 | L'étalon                                        |
| 1970 | Le revolver et la rose                          |
| 1971 | Le printemps                                    |
| 1971 | Le Souffle au cœur                              |
| 1971 | Les assassins de l'ordre                        |
| 1971 | Out 1                                           |
| 1971 | Papa les petits bateaux...                      |
| 1971 | Jaune le soleil                                 |
| 1972 | The Old Maid                                    |
| 1972 | Il était une fois un flic...                    |
| 1972 | Chut!                                           |
| 1972 | L'automne                                       |
| 1972 | Out 1: Spectre                                  |
| 1973 | The Day of the Jackal                           |
| 1973 | La fille au violoncelle                         |
| 1973 | Les grands sentiments font les bons gueuletons  |
| 1974 | Successive Slidings of Pleasure                 |
| 1974 | La grande Paulette                              |
| 1974 | Stavisky                                        |
| 1974 | La vérité sur l'imaginaire passion d'un inconnu |
| 1974 | Une baleine qui avait mal aux dents             |
| 1974 | Caravan to Vaccares                             |
| 1974 | The Phantom of Liberty                          |
| 1974 | Un linceul n'a pas de poches                    |
| 1974 | The Suspects                                    |
| 1975 | Serious as Pleasure                             |
| 1975 | Galileo                                         |
| 1975 | Aloïse                                          |
| 1975 | Section spéciale                                |
| 1975 | La traque                                       |
| 1975 | The Romantic Englishwoman                       |
| 1975 | India Song                                      |
| 1975 | Folle à tuer                                    |
| 1975 | Le téléphone rose                               |
| 1975 | Ne                                              |
| 1976 | Scrambled Eggs                                  |
| 1976 | Mr. Klein                                       |
| 1976 | Son nom de Venise dans Calcutta désert          |
| 1976 | Bartleby                                        |
| 1976 | L'Eden Palace                                   |
| 1977 | Le diable dans la boîte                         |
| 1977 | L'adieu nu                                      |
| 1977 | The Accuser                                     |
| 1977 | The Left-Handed Woman                           |
| 1977 | Aurais dû faire gaffe... le choc est terrible   |
| 1977 | Une sale histoire                               |
| 1977 | Jacques Prévert                                 |
| 1979 | The Passage                                     |
| 1979 | Moonraker                                       |
| 1979 | Ève avait l'éclat métallique de l'été           |
| 1980 | Seuls                                           |
| 1980 | Ella, une vraie famille                         |
| 1981 | The Bunker                                      |
| 1981 | Chariots of Fire                                |
| 1981 | Les jeux de la Comtesse Dolingen de Gratz       |
| 1981 | Seuls                                           |
| 1982 | Le rose et le blanc                             |
| 1982 | Sweet Inquest on Violence                       |
| 1982 | Chronopolis                                     |
| 1982 | Mora                                            |
| 1982 | Enigma                                          |
| 1983 | Eréndira                                        |
| 1983 | Une jeunesse                                    |
| 1984 | The Judge                                       |
| 1984 | Le Bon Roi Dagobert                             |
| 1984 | Les Boulugres                                   |
| 1985 | The Holcroft Covenant                           |
| 1985 | L'éveillé du Pont de l'Alma                     |
| 1985 | Billy Ze Kick                                   |
| 1986 | Canevas la ville                                |
| 1986 | The Name of the Rose                            |
| 1987 | The Madonna Man [de]                            |
| 1987 | L'enfant et le président                        |
| 1988 | Niezwykla podróz Baltazara Kobera               |
| 1989 | Souvenir                                        |
| 1989 | L'homme de terre                                |
| 1989 | Cela s'appelle l'amour                          |
| 1991 | My Life Is Hell                                 |
| 1993 | Woyzeck                                         |
| 1993 | L'ordre du jour                                 |
| 1993 | The Remains of the Day                          |
| 1995 | Jefferson in Paris                              |
| 1995 | Nelly & Monsieur Arnaud                         |
| 1996 | The Human Plant (La Plante humaine)             |
| 1997 | Mauvais genre                                   |
| 1998 | Don Juan                                        |
| 1998 | Let There Be Light / Que la lumière soit        |
| 1998 | Ronin                                           |
| 1999 | A Monkey's Tale                                 |
| 2000 | Les Acteurs                                     |
| 2000 | Ceux d'en face                                  |
| 2003 | The Mystery of the Yellow Room                  |
| 2003 | Kaena: The Prophecy                             |
| 2003 | Adieu                                           |
| 2003 | Le Furet                                        |
| 2004 | L'empreinte                                     |
| 2004 | Strange Crime                                   |
| 2004 | 5x2                                             |
| 2005 | Les invisibles                                  |
| 2005 | Bye Bye Blackbird                               |
| 2005 | The Perfume of the Lady in Black                |
| 2005 | Good Girl                                       |
| 2005 | Selon Rachel                                    |
| 2005 | Munich                                          |
| 2006 | Il sera une fois...                             |
| 2006 | Goya's Ghosts                                   |
| 2007 | Heartbeat Detector (La Question Humaine)        |
| 2007 | To Each His Own Cinema                          |
| 2007 | The Last Mistress                               |
| 2007 | Go West! A Lucky Luke Adventure                 |
| 2009 | Agora                                           |
| 2009 | Je vais te manquer                              |
| 2009 | Park Benches                                    |
| 2010 | Of Gods and Men                                 |
| 2010 | Hitler à Hollywood                              |
| 2011 | Titeuf                                          |
| 2011 | Les hommes libres                               |
| 2011 | The Cardboard Village                           |
| 2012 | Gebo et l'Ombre                                 |
| 2013 | Le renard jaune                                 |
| 2014 | Rosenn                                          |
| 2014 | Maestro                                         |
| 2015 | Les filles au Moyen Âge                         |
| 2016 | The First, the Last                             |
| 2016 | Sculpt                                          |

### Televisão
| Ano  | Título                                    | Personagem      | Notas             |
| ---- | ----------------------------------------- | --------------- | ----------------- |
| 1982 | Smiley's People                           | Anton Grigoriev | TV - miniseries   |
| 1986 | Le Tiroir secret                          |                 | TV - miniseries   |
| 1991 | Maigret et la Grande Perche               | Monsieur Serre  | TV - series       |
| 2001 | Maigret et la Croqueuse de Diamants       | Sir Lampson     | TV - series       |
| 2013 | Marguerite Yourcenar, alchimie du paysage | Narrador        | TV - documentário |
| 2013 | Le tourbillon de Jeanne                   | L'homme         | TV - series       |

### Vídeo games
| Ano  | Título                                | Personagem      |
| ---- | ------------------------------------- | --------------- |
| 2008 | Destroy All Humans! Path of the Furon | Henri Crousteau |
| 2012 | 007 Legends                           | Hugo Drax       |